# Championnat du monde d'échecs 2010
Vainqueur
Précédent Suivant
Le Championnat du monde d'échecs 2010 est un match entre le vainqueur du Championnat du monde d'échecs 2008, Viswanathan Anand et Veselin Topalov, vainqueur d'un match contre Gata Kamsky en 2009.
Il a lieu à Sofia du 24 avril au 12 mai 2010. Initialement prévu en 2009, il est reporté en raison de la crise économique.
Le titre se joue dans un match en 12 parties à l'issue duquel, en cas d'égalité, des parties rapides départageront les joueurs.
Les joueurs se partagent un prix de 2 millions d'euros, 60 % pour le vainqueur et 40 % pour le perdant.
Il est remporté par Anand sur le score de 6½ à 5½, grâce à sa victoire avec les noirs dans la dernière ronde.
Topalov a pour secondant les GMI Ivan Chéparinov, Jan Smeets et Erwin l'Ami, et le spécialiste des programmes d'échecs Jiri Dufek, qui a notamment travaillé sur le répertoire d'ouvertures de Rybka 4. Pour sa préparation, il utilise un supercalculateur Blue Gene/P à 8 792 processeurs qui développe 1 pétaflops.
Les secondants d'Anand sont Peter Heine Nielsen, Rustam Qosimjonov, Surya Ganguly et Radosław Wojtaszek.
Magnus Carlsen et Anish Giri lui servent ponctuellement de partenaires d'entraînement, et il reçoit de l'aide supplémentaire de la part de Garry Kasparov et Vladimir Kramnik.
Le match est arbitré par les arbitres internationaux Panagiotis Nikolopoulos et Werner Stubenvoll.

## Conditions du match
Le match se déroule en 12 parties cadencées à 120 minutes pour 40 coups, puis 60 minutes pour 20 coups puis 15 minutes et 30 secondes d'incrément par coup.
Topalov voulait que les « règles de Sofia » s'appliquent au match, interdisant la nulle par accord mutuel, ce qu'Anand a refusé. Toutefois, Topalov a annoncé qu'il ne proposerait pas de nulle et n'en accepterait pas. La nulle s'obtient donc par triple répétition jusqu'à la dixième partie, dans laquelle Topalov accepte la proposition de nulle d'Anand.

## Report du début du 23 au 24 avril
La première partie du championnat devait initialement se jouer le 23 avril.
Or, le 16 avril 2010, Viswanathan Anand, en attente d'une correspondance pour Sofia, s'est retrouvé bloqué à l'aéroport de Francfort à la suite de l'interruption du trafic aérien consécutive à l'éruption du volcan Eyjafjöll.
Le champion du monde et la Fédération indienne ont demandé à la Fédération internationale des échecs (FIDE) que la première partie du match soit reportée de 3 jours. Cette demande a rencontré l'opposition de l'organisation bulgare et des représentants du challenger, arguant que ce dernier s'était organisé pour rejoindre la Bulgarie à temps (les joueurs sont tous deux résidents espagnols).
Anand est arrivé à Sofia le 21 avril après un trajet de 40 heures en voiture, mais le début du championnat a tout de même été reporté d'un jour car certains arbitres et autres officiels de la FIDE ont également eu des problèmes de transport.

## Résultat
Les parties ont commencé à 12 h UTC, sauf la première partie, qui commença à 14 h UTC.
| Date     | Partie     | Blancs  | Noirs   | Résultat | Score               | Ouverture                                         | Code ECO |
| -------- | ---------- | ------- | ------- | -------- | ------------------- | ------------------------------------------------- | -------- |
| 24 avril | 1re partie | Topalov | Anand   | 1-0      | Topalov mène 1-0    | Défense Grünfeld, variante d'échange              | D87      |
| 25 avril | 2e partie  | Anand   | Topalov | 1-0      | 1-1                 | Partie catalane, variante ouverte                 | E04      |
| 27 avril | 3e partie  | Topalov | Anand   | nulle    | 1,5-1,5             | Défense slave, attaque Krause                     | D17      |
| 28 avril | 4e partie  | Anand   | Topalov | 1-0      | Anand mène 2,5-1,5  | Partie catalane, variante ouverte                 | E04      |
| 30 avril | 5e partie  | Topalov | Anand   | nulle    | Anand mène 3-2      | Défense slave, attaque Krause                     | D17      |
| 1er mai  | 6e partie  | Anand   | Topalov | nulle    | Anand mène 3,5-2,5  | Partie catalane, variante ouverte                 | E04      |
| 3 mai    | 7e partie  | Anand   | Topalov | nulle    | Anand mène 4-3      | Défense Bogo-indienne                             | E11      |
| 4 mai    | 8e partie  | Topalov | Anand   | 1-0      | 4-4                 | Défense slave, attaque Krause                     | D17      |
| 6 mai    | 9e partie  | Anand   | Topalov | nulle    | 4,5-4,5             | Défense nimzo-indienne, système Rubinstein        | E53      |
| 7 mai    | 10e partie | Topalov | Anand   | nulle    | 5-5                 | Défense Grünfeld, variante d'échange              | D86      |
| 9 mai    | 11e partie | Anand   | Topalov | nulle    | 5,5-5,5             | Ouverture anglaise, variante des quatre cavaliers | A29      |
| 11 mai   | 12e partie | Topalov | Anand   | 0-1      | Anand gagne 6,5-5,5 | Gambit dame refusé, défense Lasker                | D56      |